# Lecanora albella
Lecanora albella är en lavart som först beskrevs av Christiaan Hendrik Persoon, och fick sitt nu gällande namn av Erik Acharius. Lecanora albella ingår i släktet Lecanora och familjen Lecanoraceae.  Arten är reproducerande i Sverige. Inga underarter finns listade i Catalogue of Life.

## Källor

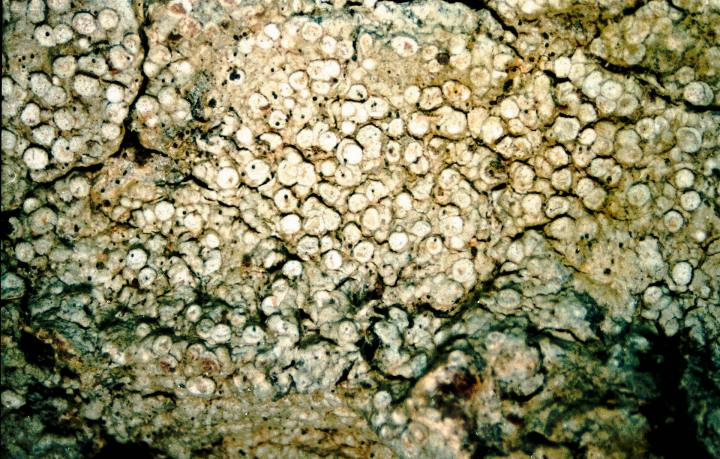
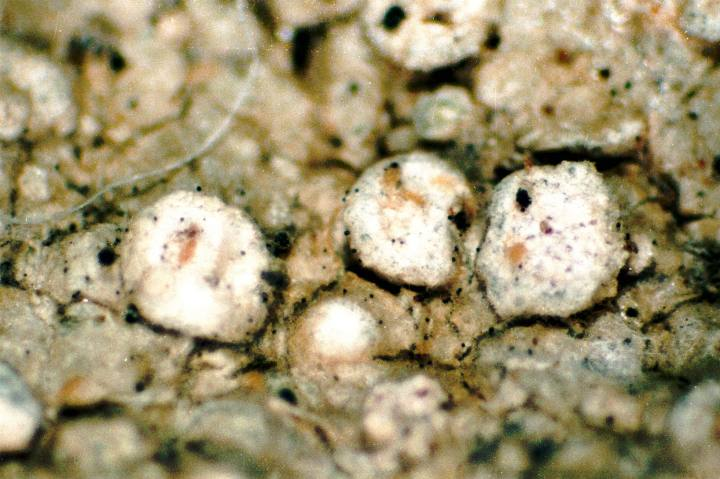
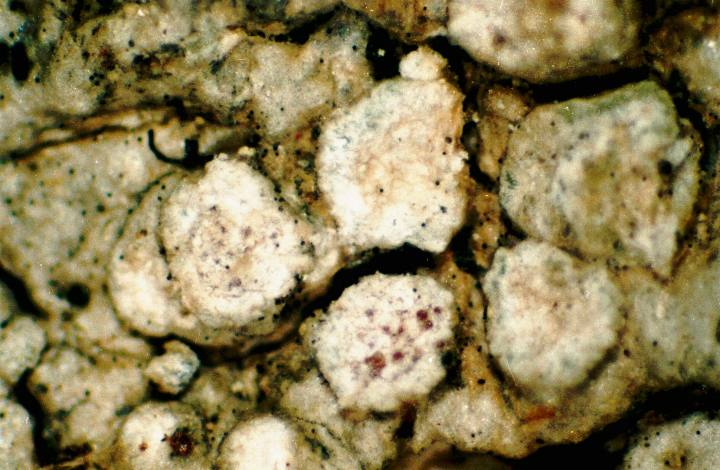
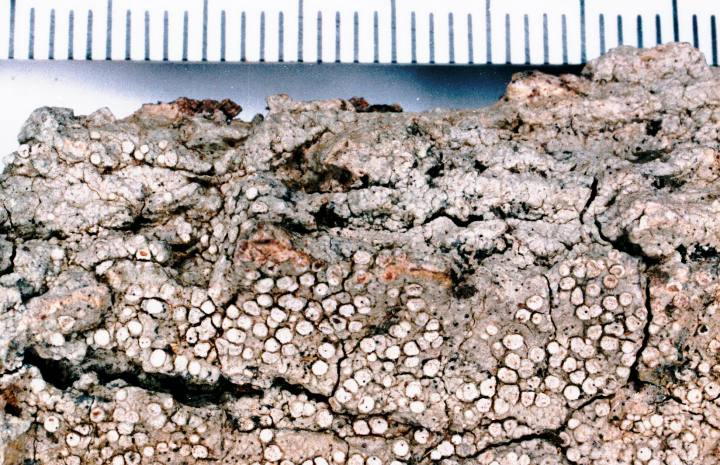
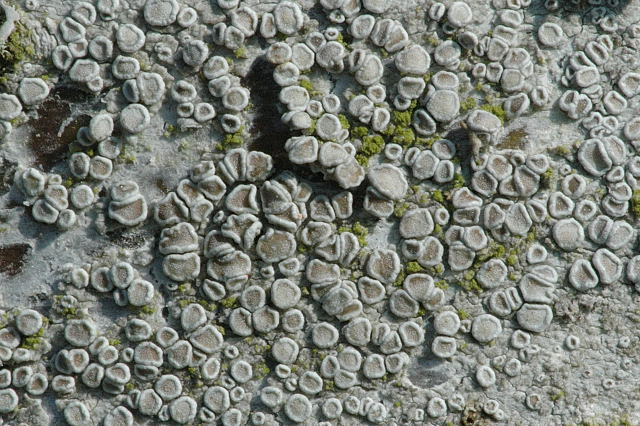
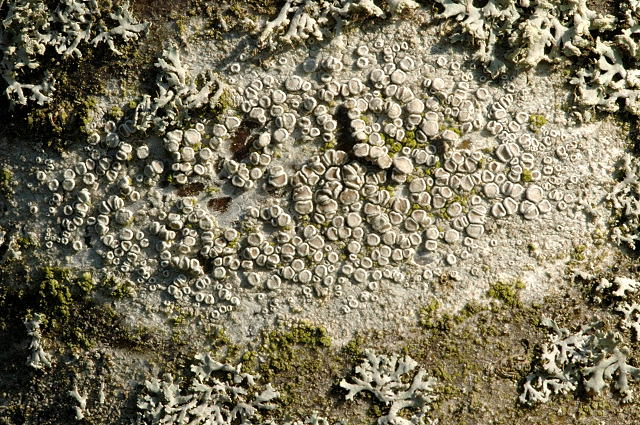